# Idaea malescripta
Idaea malescripta là một loài bướm đêm trong họ Geometridae.